# خان‌آباد (کمیجان)
خان آباد روستایی است از توابع شهرستان کمیجان در استان مرکزی قرار دارد.

## مشخصات منطقه ای
روستای خان آباد طبق تقسیمات اخیر کشوری، ازتوابع شهرستان کمیجان می‌باشد. این روستا بامختصات جغرافیایی ۴۹ درجه و ۳۴ دقیقه طول شرقی و ۵۷ درجه و ۴۳ دقیقه عرض شمالی در شمال غربی استان مرکزی قراردارد.

## جمعیت
طبق سرشماری مرکز آمار ایران، جمعیت خان آباد در سال ۱۳۸۵ برابر با ۲۳۰ نفر بوده است. این روستا ۶۰ خانوار دارد.